# Challenge Wanaka

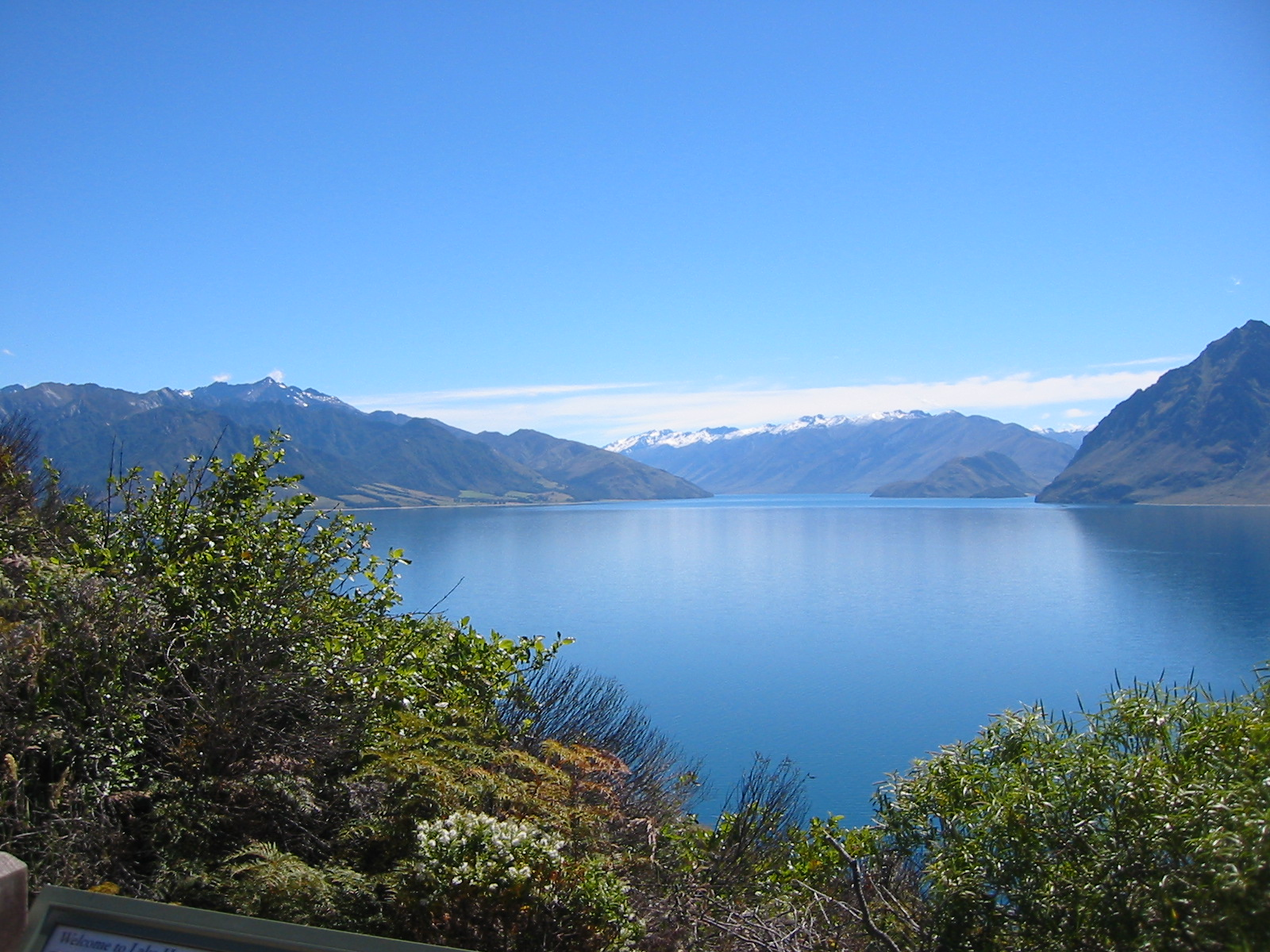
Blick auf den Lake Hāwea

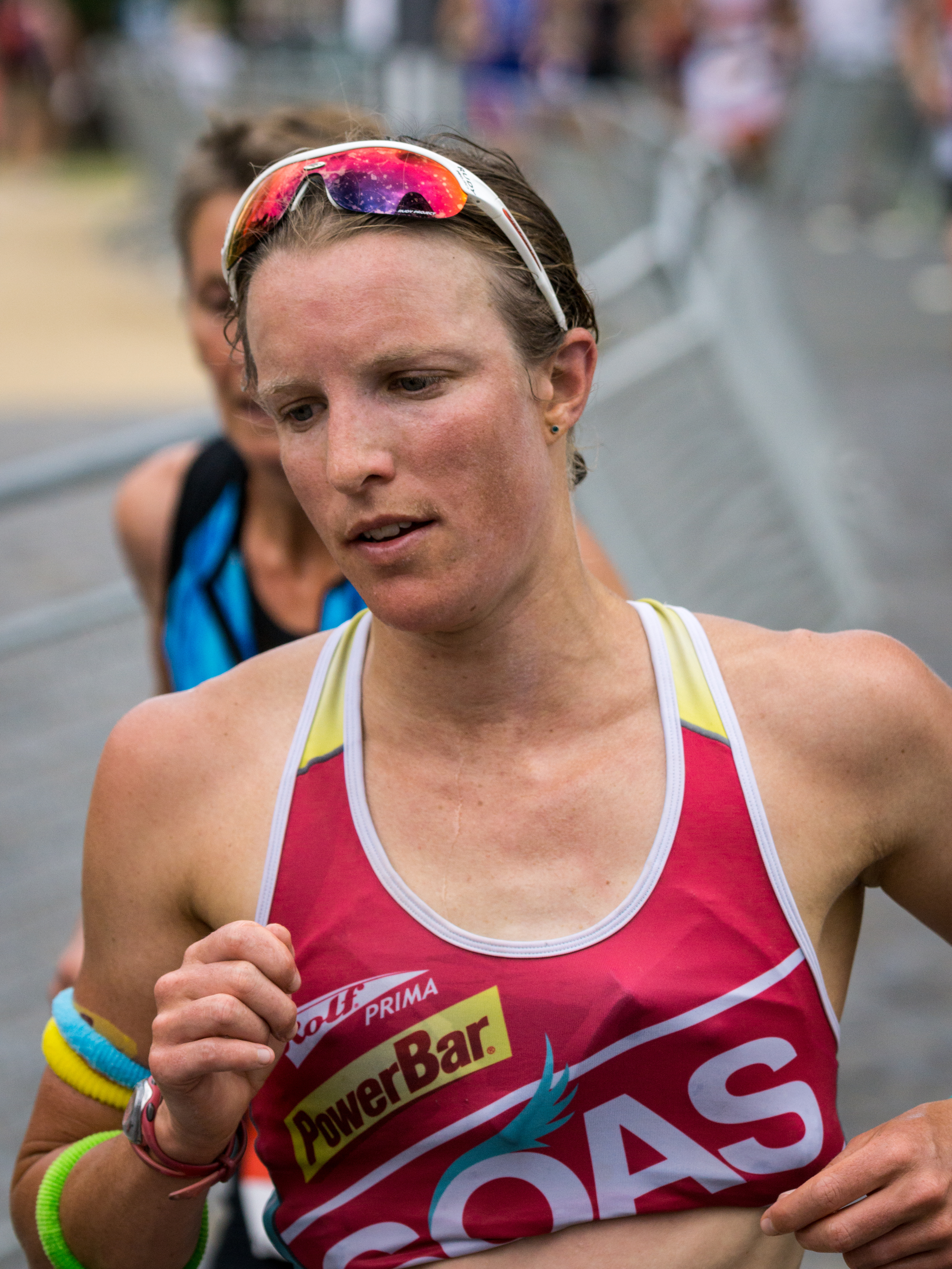
Die sechsmalige Siegerin Gina Crawford aus Neuseeland (2014)

Der Challenge Wanaka (Eigenschreibweise CHALLENGEWANAKA) ist eine Triathlon-Veranstaltung über die Mitteldistanz in Wanaka im Mount-Aspiring-Nationalpark auf der Südinsel Neuseelands.

## Organisation
Dieser Bewerb ist Teil der weltweiten Challenge-Wettkampfserie mit Triathlon-Bewerben über die Lang- und Halbdistanz.

Die Langdistanz besteht aus einer Schwimmdistanz von 3,86 km, einer Radfahretappe von 180 km und einem Marathonlauf (42,195 km), die direkt hintereinander ausgetragen werden.
Am 20. Januar 2007 wurde hier nach der Challenge Roth (seit 2002) der erste Challenge ausgetragen.
Im Juli 2015 wurde bekannt gegeben, dass mit der nächsten Austragung am 20. Februar 2016 der Challenge Wanaka Gastgeber der New Zealand Ultra Distance National Championships sei und an Preisgeldern 80.000 NZ$ dotiert sind. 2016 wurde das Rennen zum zehnten Mal ausgetragen.
2018 wurde parallel ein Rennen über die Mitteldistanz ausgetragen und erstmals gab es in diesem Jahr auch ein Aquabike-Rennen.
Eine ursprünglich für den 22. Februar 2022 geplante Austragung musste im Januar abgesagt werden. Die letzte Austragung war hier am 17. Februar 2024.

## Streckenverlauf
Die Schwimmdistanz erstreckt sich über zwei Runden im Lake Wānaka.

Die Radstrecke startet in Wanaka, verläuft in einer Runde vorbei an den drei Seen Lake Wānaka, Lake Dunstan und dem kleinen Gletschersee Lake Hāwea bis nach Cromwell von wo es wieder zurück nach Wanaka geht.

Die Laufstrecke geht über zwei Runden und endet schließlich in Albert Town.

## Siegerliste

### Langdistanz
3,8 km Schwimmen, 180 km Radfahren und 42,195 km Laufen
| Datum/Jahr    | Männer            | Männer          | Männer            | Frauen                 | Frauen          | Frauen             |
| Datum/Jahr    | Erster Platz      | Zweiter Platz   | Dritter Platz     | Erster Platz           | Zweiter Platz   | Dritter Platz      |
| ------------- | ----------------- | --------------- | ----------------- | ---------------------- | --------------- | ------------------ |
| 17. Feb. 2018 | Richard McClew    | Tyrone Hellyer  | Thomas Buchberger | Misa Klaskova          | Kylee Henriksen | Emily Mabin        |
| 18. Feb. 2017 | Dougal Allan -2-  | Mike Phillips   | Luke Bell         | Yvonne van Vlerken -2- | Laura Siddall   | Emma Bilham        |
| 20. Feb. 2016 | Dougal Allan      | Maik Twelsiek   | Matthew Russell   | Yvonne van Vlerken     | Laura Siddall   | Meredith Hill      |
| 22. Feb. 2015 | Dylan McNeice -3- | Dougal Allan    | Courtney Ogden    | Gina Crawford -6-      | Laura Siddall   | Michelle Bremer    |
| 18. Jan. 2014 | Dylan McNeice -2- | Richard Ussher  | Dougal Allan      | Candice Hammond        | Gina Crawford   | Simone Maier       |
| 19. Jan. 2013 | Dylan McNeice     | Jamie Whyte     | Chris McCormack   | Gina Crawford -5-      | Candice Hammond | Joanna Lawn        |
| 21. Jan. 2012 | Aaron Farlow      | Jamie Whyte     | Kieran Doe        | Gina Crawford -4-      | Britta Martin   | Simone Maier       |
| 15. Jan. 2011 | Jamie Whyte       | Courtney Ogden  | Bevan McKinnon    | Belinda Granger -2-    | Simone Maier    | Christie Sym       |
| 16. Jan. 2010 | Richard Ussher    | Justin Daerr    | Keegan Williams   | Gina Crawford -3-      | Rebekah Keat    | Lisbeth Kristensen |
| 17. Jan. 2009 | Chris McDonald    | Keegan Williams | Petr Vabroušek    | Gina Ferguson -2-      | Merryn Johnston | Hillary Biscay     |
| 19. Jan. 2008 | Marc Pschebizin   | Chris McDonald  | Justin Granger    | Gina Ferguson          | Hillary Biscay  | Celia Kuch         |
| 20. Jan. 2007 | Luke Dragstra     | Jason Granger   | John Newsom       | Belinda Granger        | Karyn Ballance  | Hillary Biscay     |

| New Zealand Ultra Distance National Championships (Triathlon-Staatsmeisterschaft auf der Langdistanz) |

#### Streckenrekorde
Den Streckenrekord hält der Neuseeländer Dougal Allan:
Er konnte im Februar 2017 mit seiner Siegerzeit von 8:26:38 h seinen Erfolg vom Vorjahr wiederholen und den Streckenrekord erneut unterbieten.

Bei den Frauen wird der Streckenrekord ebenso seit 2017 von der Niederländerin Yvonne van Vlerken gehalten, die bei ihrem zweiten Sieg hier die Rekordzeit von 9:15:44 h erreichte.
| Männer                       | Männer                      | Männer                      | Frauen                      | Frauen                      | Frauen                      |
| Streckenrekorde Langdistanz  | Streckenrekorde Langdistanz | Streckenrekorde Langdistanz | Streckenrekorde Langdistanz | Streckenrekorde Langdistanz | Streckenrekorde Langdistanz |
| ---------------------------- | --------------------------- | --------------------------- | --------------------------- | --------------------------- | --------------------------- |
| 8:26:38 h                    | 2017                        | Dougal Allan                | 9:15:44 h                   | 2017                        | Yvonne van Vlerken          |
| Disziplinrekorde Langdistanz |                             |                             |                             |                             |                             |
| Schwimmen                    |                             |                             |                             |                             |                             |
| 45:33 min                    | 2015                        | Dylan McNeice               | 50:01 min                   | 2008                        | Gina Crawford               |
| Radfahren                    |                             |                             |                             |                             |                             |
| 4:27:37 h                    | 2017                        | Dougal Allan                | 4:58:58 h                   | 2017                        | Laura Siddall               |
| Laufen                       |                             |                             |                             |                             |                             |
| 2:48:04 h                    | 2008                        | Marc Pschebizin             | 3:08:59 h                   | 2010                        | Rebekah Keat                |

### Mitteldistanz
Neben dem Rennen auf der Langdistanz wird hier seit 2010 auch ein Rennen über die Halb- oder Mitteldistanz ausgetragen:

1,9 km Schwimmen, 90 km Radfahren und 21,1 km Laufen
| Datum/Jahr    | Männer            | Männer             | Männer           | Frauen                | Frauen           | Frauen                 |
| Datum/Jahr    | Erster Platz      | Zweiter Platz      | Dritter Platz    | Erster Platz          | Zweiter Platz    | Dritter Platz          |
| ------------- | ----------------- | ------------------ | ---------------- | --------------------- | ---------------- | ---------------------- |
| 17. Feb. 2024 | Kyle Smith -2-    | Mike Phillips      | Jack Moody       | Els Visser            | Rebecca Clarke   | Laura Siddall          |
| 18. Feb. 2023 | Jack Moody        | Mike Philipps      | Sebastian Kienle | Grace Thek            | Els Visser       | Rebecca Clarke         |
| 20. Feb. 2021 | Kyle Smith (SR)   | Braden Currie      | Jack Moody       | Hannah Wells -2- (SR) | Rebecca Clarke   | Maeve Kennedy-Birdsall |
| 14. Feb. 2020 | Braden Currie -3- | Matt Burton        | Mike Phillips    | Radka Kahlefeldt      | Hannah Wells     | Meredith Kessler       |
| 16. Feb. 2019 | Braden Currie -2- | Andrew Starykowicz | Matt Burton      | Hannah Wells          | Meredith Kessler | Laura Siddall          |
| 17. Feb. 2018 | Javier Gómez      | Braden Currie      | Jesse Thomas     | Annabel Luxford       | Laura Siddall    | Amelia Watkinson       |
| 2012          | Braden Currie     | Matt King          | Paul O’Doherty   |                       |                  |                        |
| 2011          |                   |                    |                  | Britta Martin         |                  |                        |
| 2010          | David Plew        | Matt King          | Rob Creasy       | Rebecca Rae           | Tamsyn Hayes     | Katie Menzies          |

#### Streckenrekorde
| Männer                         | Männer                        | Männer                        | Frauen                        | Frauen                        | Frauen                        |
| Streckenrekorde Mitteldistanz  | Streckenrekorde Mitteldistanz | Streckenrekorde Mitteldistanz | Streckenrekorde Mitteldistanz | Streckenrekorde Mitteldistanz | Streckenrekorde Mitteldistanz |
| ------------------------------ | ----------------------------- | ----------------------------- | ----------------------------- | ----------------------------- | ----------------------------- |
| 3:50:15 h                      | 2021                          | Kyle Smith                    | 4:24:31 h                     | 2021                          | Hannah Wells                  |
| Disziplinrekorde Mitteldistanz |                               |                               |                               |                               |                               |
| Schwimmen                      |                               |                               |                               |                               |                               |
| 23:00 min                      | 2021                          | Kyle Smith                    | 25:02 min                     | 2020                          | Rebecca Clarke                |
| Radfahren                      |                               |                               |                               |                               |                               |
| 2:05:08 h                      | 2021                          | Kyle Smith                    | 2:23:31 h                     | 2021                          | Hannah Wells                  |
| Laufen                         |                               |                               |                               |                               |                               |
| 1:12:39 h                      | 2018                          | Javier Gómez                  | 1:22:08 h                     | 2020                          | Radka Kahlefeldt              |